# 총잡이

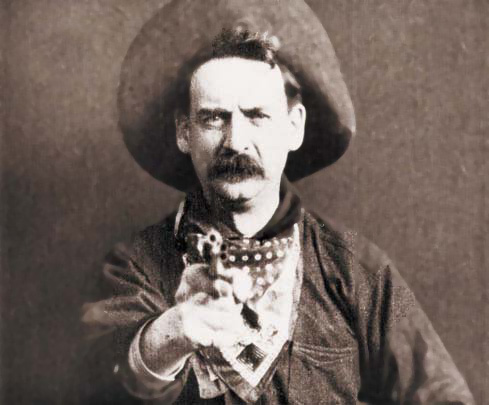

총잡이(銃-)는 미국의 서부 개척 시대 (남북 전쟁 전후부터 20세기 무렵까지)에 활약한 총기에 숙련된 보안관과 카우보이 등을 말한다. 미국에서는 일반적으로 건파이터(gunfighter), 건슬링거(gunslinger), 건맨(gunman) 등으로 사용되며, 총을 가진 악당의 의미가 강하다. 총잡이는 대부분 살인 · 강도 · 절도 등을 탐닉하는 범죄자나 도박꾼 같은 사람들이 차지하고 있었다. 19세기 후반부터 20세기 초반에 걸쳐 미국에서 출판된 서푼 소설 다임 노블에 많은 총잡이가 영웅으로 그려져 독자의 지지를 얻었으며, 20세기에는 총잡이를 주인공으로 한 영화나 TV 드라마가 많이 제작되고 (서부극), 세계 각국에 배급되어 많은 히트작을 남겼다. 프런티어의 소멸과 함께 총잡이는 전설화하고 현대 미국인의 향수를 불러 일으키는 존재의 하나가 되어있다.

## 같이 보기
- 결투